# Xylophanes jamaicensis
Xylophanes jamaicensis är en fjärilsart som beskrevs av Clark 1935. Xylophanes jamaicensis ingår i släktet Xylophanes och familjen svärmare. Inga underarter finns listade i Catalogue of Life.